# Volksbank Plochingen
Die Volksbank Plochingen eG ist eine Genossenschaftsbank in Baden-Württemberg (mittlerer Neckarraum) mit Hauptsitz in Plochingen. Ihr Geschäftsgebiet umfasst die Städte Plochingen und Wernau sowie die Gemeinden Altbach, Deizisau, Denkendorf, Hochdorf, Reichenbach an der Fils und Esslingen-Zell.
Die Volksbank Plochingen eG ist eine Universalbank und verfügt über 6 Geschäftsstellen. Die Volksbank Plochingen Versicherungen GmbH, eine Mehrfachagentur, ist ein Tochterunternehmen.

## Geschichte
Am 21. März 1908 gründete der Plochinger Gewerbeverein unter dem Vorsitz von Hermann Kirchgeorg die Gewerbebank Plochingen eGmbH. Die 42 Gründungspersonen traten der neuen Bank als Mitglieder bei. Im Jahre 1940 wurde in der Hauptversammlung die Umbenennung zur „Volksbank Plochingen“ beschlossen. Auch die Bürger der umliegenden Ortschaften kamen zunehmend als Kunden zur Plochinger Bank, so dass die Notwendigkeit bestand, Filialen zu eröffnen. Zwischen 1955 und 1970 entstanden die Zweigstellen Altbach, Stumpenhof, Deizisau, Wernau und Reichenbach.
Seit den 1990er Jahren wuchs die Bank zudem durch den Zusammenschluss mit benachbarten Genossenschaftsbanken. 1991 erfolgte die erste große Fusion mit der Denkendorfer Bank. Es folgten in den Jahren 1992 bis 2000 Zusammenschlüsse mit der Altbacher Bank, der Wernauer Bank, der Hochdorfer Bank und der Deizisauer Bank.